# Giacomo Becattini

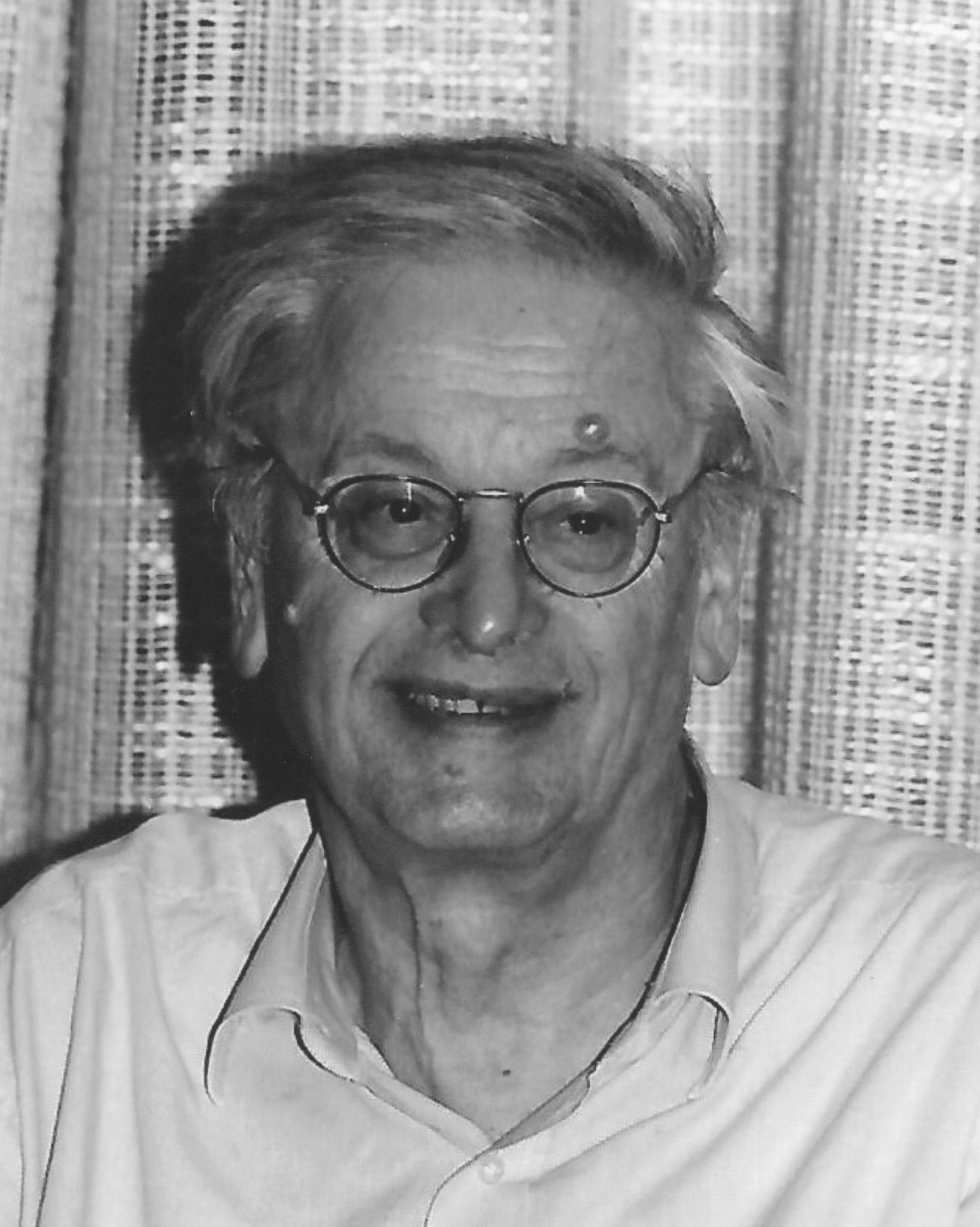
Giacomo Becattini

Giacomo Becattini (Florence, 1927 - Scandicci, 21 januari 2017) was een Italiaans econoom. Hij was als professor emeritus in de politieke economie verbonden aan de Universiteit van Florence. Tevens is hij lid geweest van de 'Accademia dei Lincei', van de 'Accademia toscana "La Colombaria"' en de 'Accademia dei Georgofili'. Hij was president van de 'Società italiana degli economisti', erelid van de 'Trinity Hall' (Cambridge) en ereburger van Prato.
Becattini heeft meerdere prijzen ontvangen, had zitting in de directie van 'il Ponte' en werkte samen met 'il Sole-24 ore'.
Giacomo Becattini is de meest prominente van de Italiaanse economen die de oude ideeën over de voordelen van de geografische agglomeratie van gespecialiseerde kleinbedrijven in de zogenaamde 'industriële districten' van Alfred Marshall nieuw leven hebben ingeblazen en tevens verder hebben uitgebreid. Becattini heeft de analyses van de pure economische effecten van agglomeratie uitgebreid naar een breder perspectief. Dat deed hij door de sociale, culturele en institutionele funderingen van de lokale industriële groei, het sterker maken van de sociaal-territoriale dimensie van het concept en de introductie van het idee van inbedding als een analytische sleutel te betrekken bij het begrijpen van industriële districten.